# Oulitsa Starokatchalovskaïa (métro de Moscou)
Oulitsa Starokatchalovskaïa (en russe : Улица Старокачаловская et en anglais : Ulitsa Starokachalovskaya) est une station de la ligne Boutovskaïa (ligne 12) du métro de Moscou, située sur le territoire du raïon Severnoïe Boutovo dans le district administratif sud-ouest de Moscou.

## Situation sur le réseau
Établie en souterrain, à 10 mètres sous le niveau du sol, la station Oulitsa Starokatchalovskaïa est située au point 4+45 de la ligne Boutovskaïa (ligne 12), entre les stations Lessoparkovaïa (en direction de Bittsevski park), et  Oulitsa Skobelevskaïa (en direction de Bouninskaïa alleïa).

## Histoire
La station Oulitsa Starokatchalovskaïa est mise en service le 27 décembre 2003, lors de l'ouverture à l'exploitation de la première section de la ligne 12, entre les stations Oulitsa Starokatchalovskaïa et Bouninskaïa alleïa.

## Services aux voyageurs

### Accès et accueil

Entrée/Sortie et hall
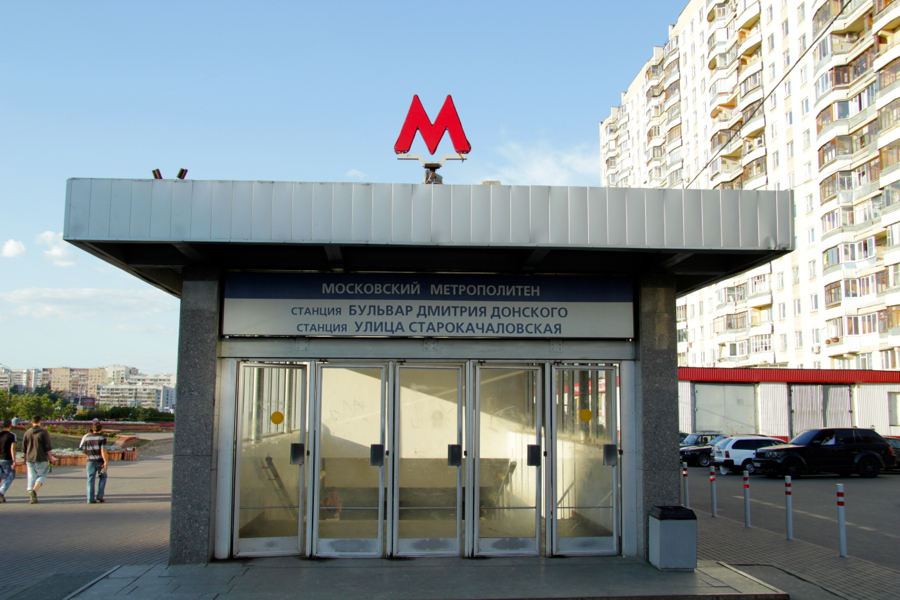
Bouche couverte.
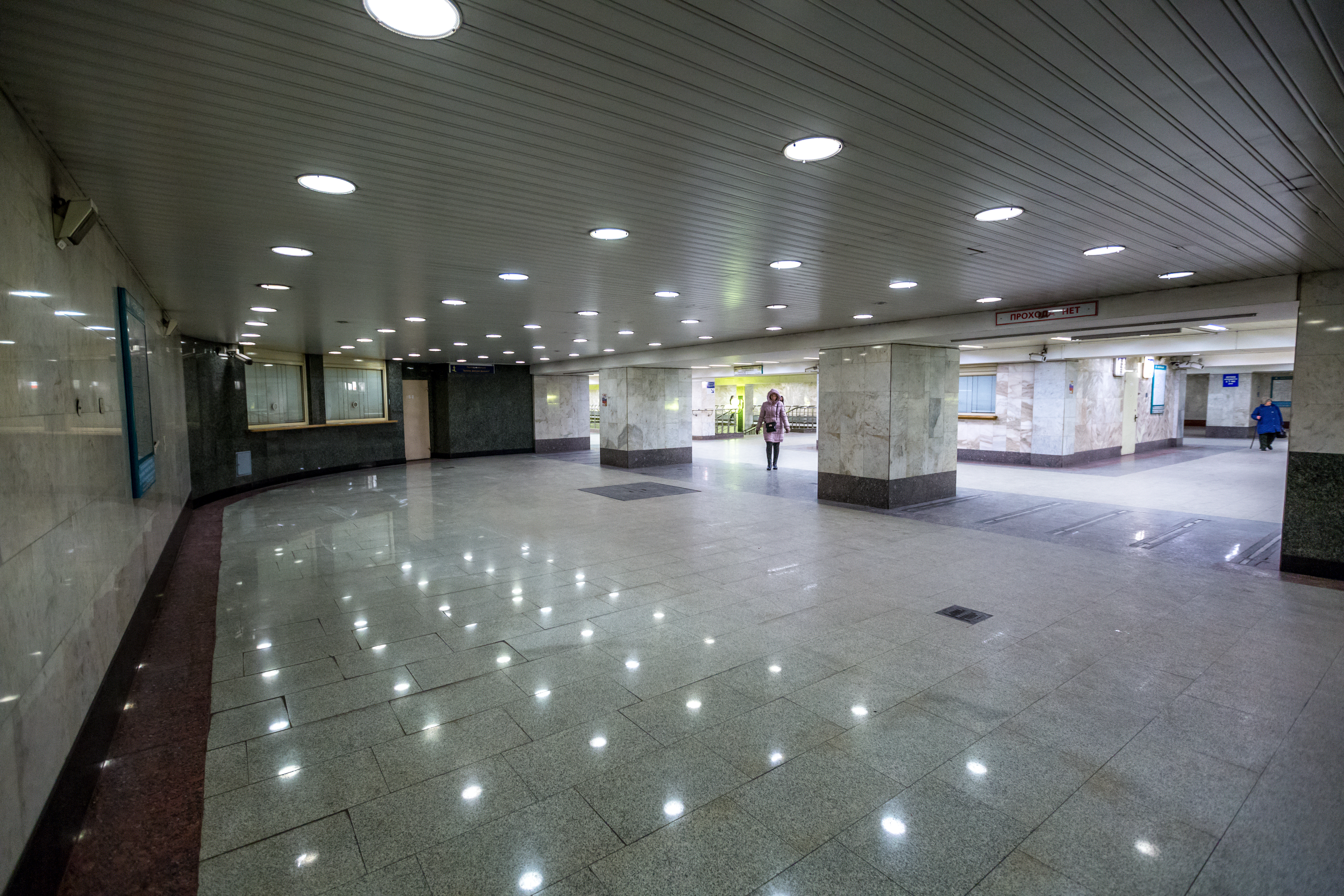
Hall.
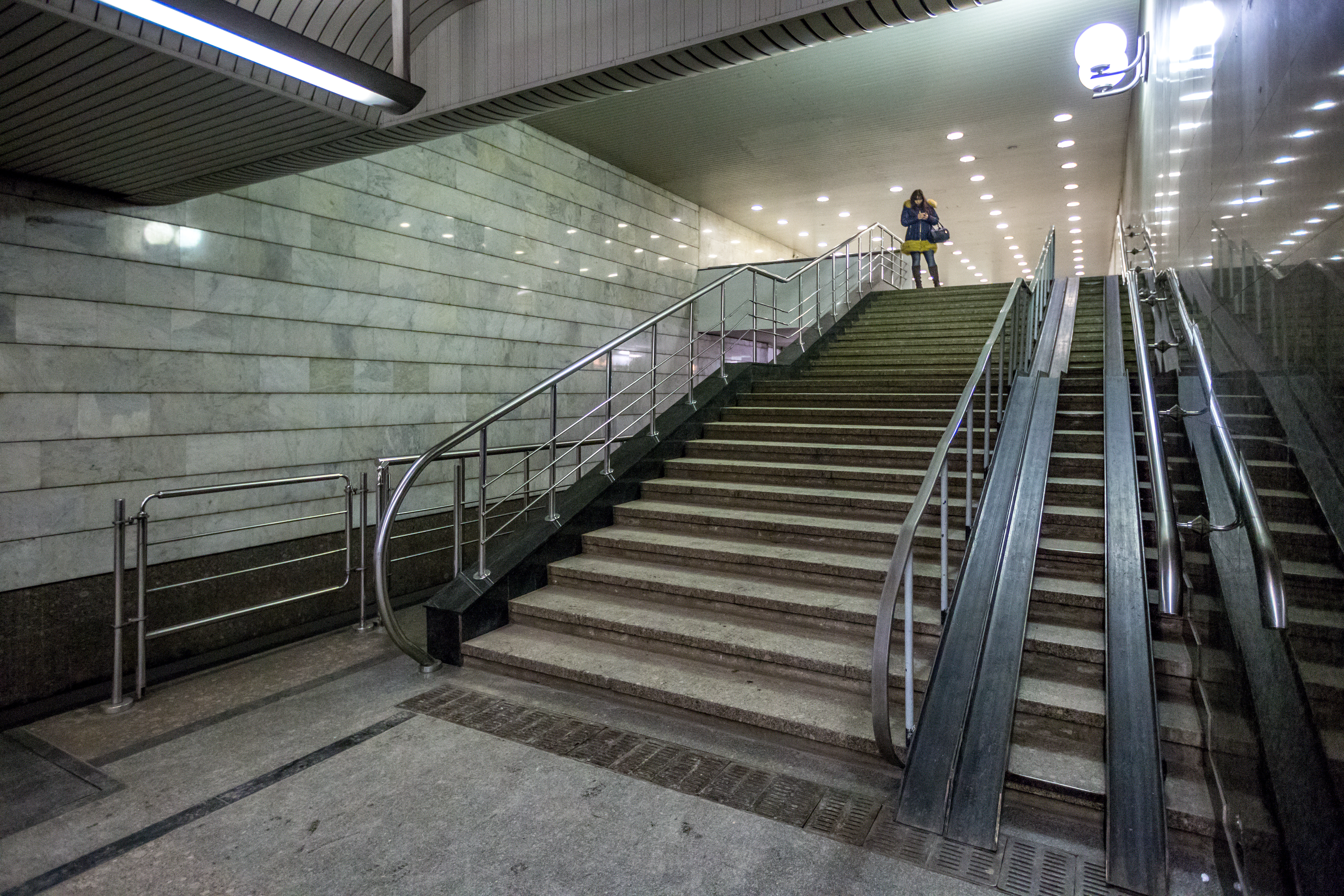
Escalier.

### Desserte

Installations et desserte
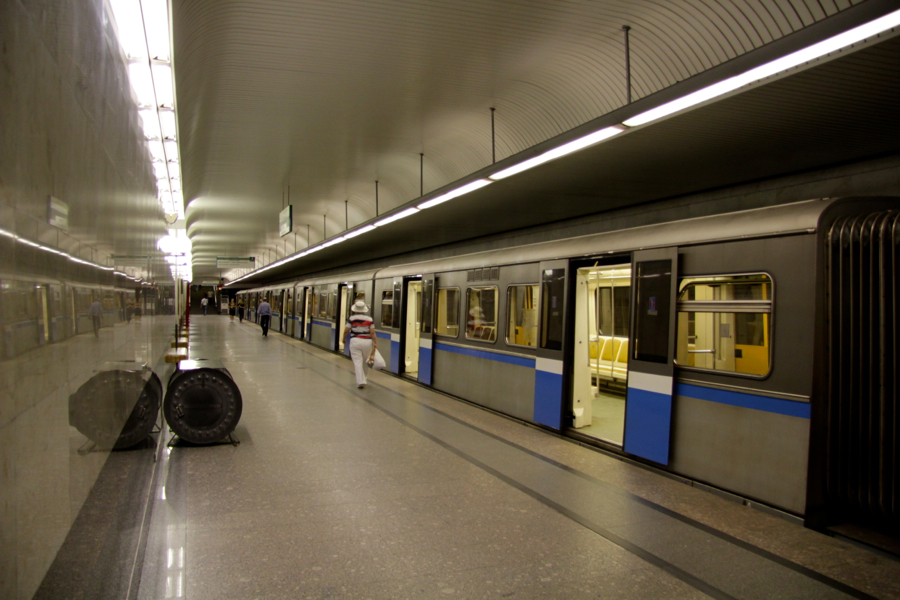
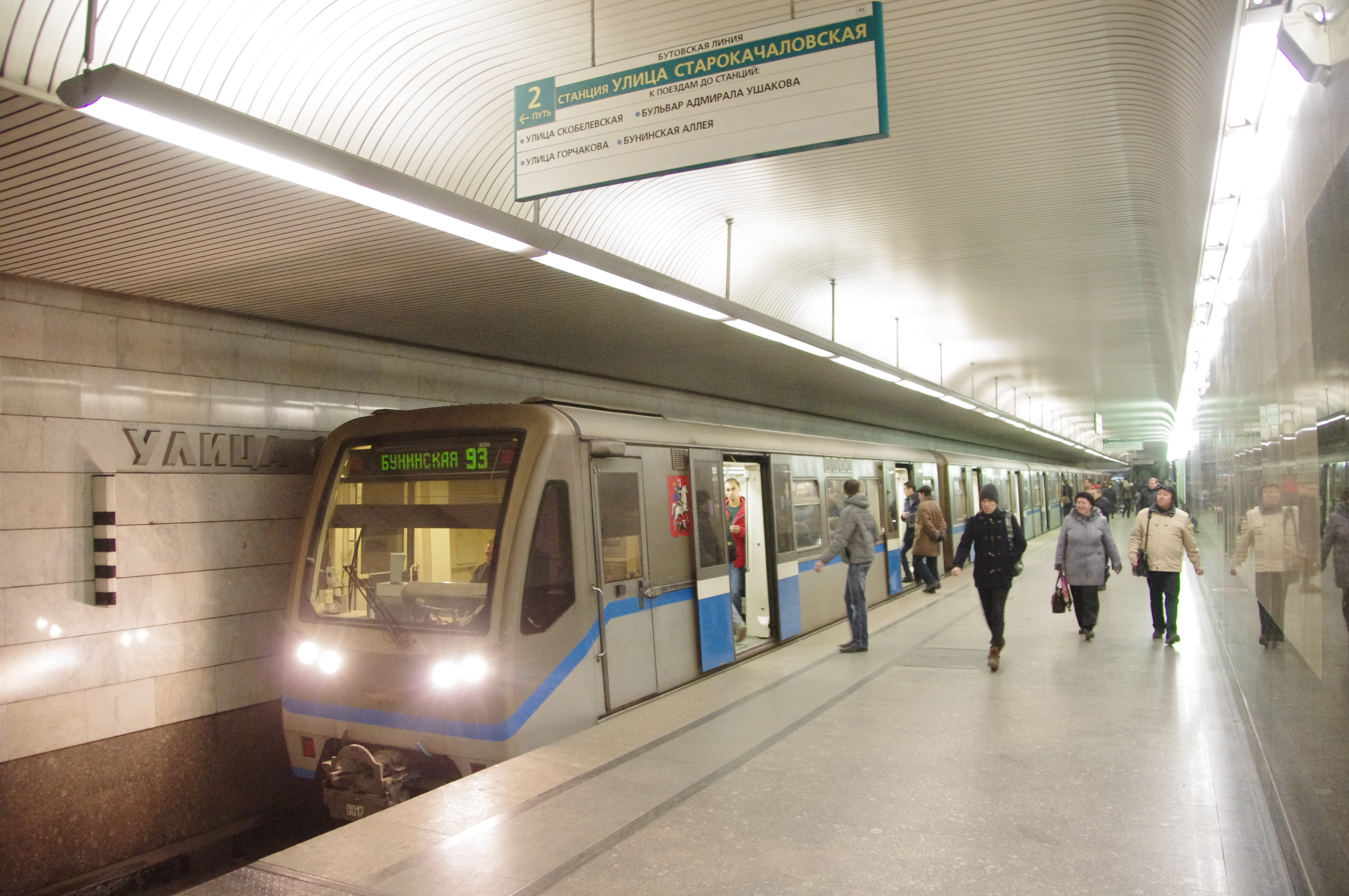
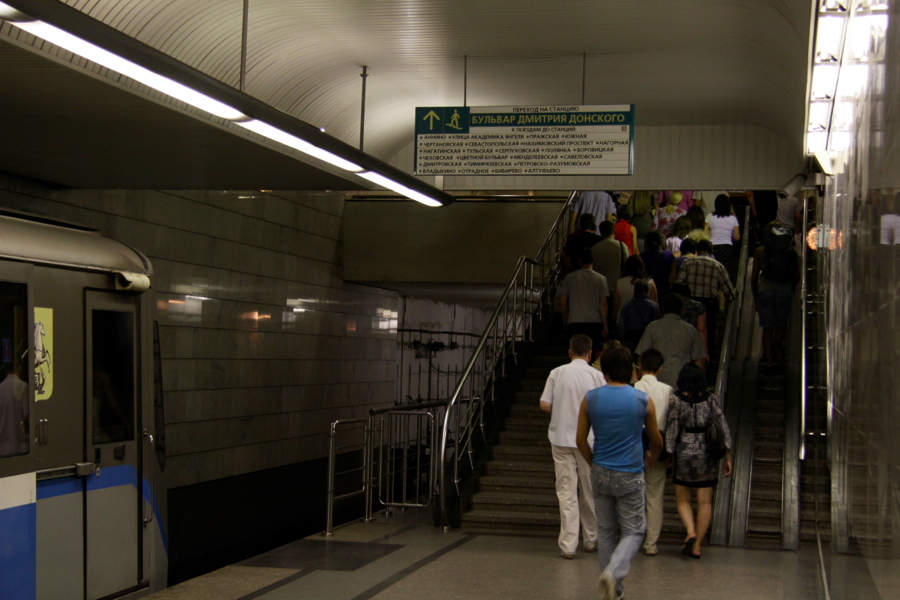